# Montaut (Haute-Garonne)
Montaut település Franciaországban, Haute-Garonne megyében. Lakosainak száma 557 fő (2022. január 1.). Montaut Mauzac, Auribail, Beaumont-sur-Lèze, Capens, Marquefave, Montgazin, Noé és Saint-Sulpice-sur-Lèze községekkel határos.

## Népesség
A település népességének változása:
| Lakosok száma | 250  | 362  | 374  | 485  | 533  | 528  | 506  | 516  | 512  | 557  |
|               | 1968 | 1982 | 1990 | 2006 | 2013 | 2015 | 2017 | 2019 | 2020 | 2022 |